# Phan Điền
Phan Điền là một xã thuộc huyện Bắc Bình, tỉnh Bình Thuận, Việt Nam.
Xã có diện tích 111,97 km², dân số năm 1999 là 915 người, mật độ dân số đạt 8 người/km².
Cư dân chủ yếu là dân tộc Raglay, chiếm hơn 90%.